# 152 mm haubicoarmata wz. 1937 (MŁ-20)
152 mm haubicoarmata wz. 1937 (MŁ-20) (ros. 152-мм гаубица-пушка образца 1937 года, МЛ-20) – radziecka haubicoarmata opracowana w latach 1936–1937.
Była jednym z podstawowych dział Armii Czerwonej podczas II wojny światowej. W latach 1937–1946 wyprodukowano prawie 7 tys. egzemplarzy tej broni. Służyła przez wiele lat po wojnie w wielu armiach świata, w tym w Wojsku Polskim (po drobnych zmianach służy dziś jako 152 mm haubicoarmata wz. 1937/1985). Była używana w wielu konfliktach zbrojnych drugiej połowy XX wieku.
W 1936 roku w biurze konstrukcyjnym przy Fabryce Nr 172 kierowanym przez Fiodora Pietrowa skonstruowano 152 mm haubicoarmatę która otrzymała zakładowe oznaczenie MŁ-20. Po porównaniu z konkurencyjna haubicoarmatą MŁ-15 została ona przyjęta do uzbrojenia we wrześniu 1937 roku jako następca niezbyt udanej armaty wz. 1910/34.
Haubicoarmata wz. 1937 miała lufę gwintowaną, która mogła być: jednolita, z rurą rdzeniową wymienną, rurą rdzeniową obciśniętą lub jednolitą. Lufa z hamulcem wylotowym, z nakręconą na jej tylnej części nasadą zamkową. Otwór wlotowy przewodu lufy zamknięty zamkiem śrubowo-zawiasowym, otwieranym i zamykanym ręcznie. Wystrzał dokonywał się przez odciągnięcie kurka za pomocą sznura. Do wyrzucenia łuski z komory ładunkowej lufy po wystrzale służy wyrzutnik, umieszczony w wyżłobieniu nasady zamkowej i działający w momencie otwierania zamka. Oporopowrotnik składający się z hydraulicznego opornika i hydropneumatycznego powrotnika umieszczony został w kołysce łoża górnego. Zastosowano łoże dolne typu rozporowego z dwoma rozstawnymi ogonami z lemieszami. Podwozie resorowane (resor blokowany na czas strzelania za pomocą śrubowego rygla), koła odlewane stalowe, podwójne, początkowo z bandażami gumowymi, później z oponami wypełnionymi masą gąbczastą. W dziale montowano dwuczęściową, stalową tarczę ochronną. Stosowano celownik dwóch rodzajów: z półzależną i niezależną linią celowania. Do strzelania wykorzystywano naboje składane z pociskami odłamkowo-burzącymi, przeciwpancernymi i przeciwbetonowymi.
Już latem 1941 roku haubicoarmaty kal. 152 mm udowodniły swoje wysokie walory bojowe i uniwersalność. Nadawały się doskonale zarówno do niszczenia artylerii przeciwnika, obezwładniania odległych celów grupowych, jak i niszczenia fortyfikacji polowych przeciwnika. Haubicoarmaty były holowane z wykorzystaniem dwukołowego przodka przez ciągniki gąsienicowe różnych typów.
W haubicoarmatę uzbrojone były działa samobieżne SU-152 i ISU-152.
Zdobyczne działa tego typu używane przez Wehrmacht nosiły oznaczenie 15.2 cm KH 433/1 (r). Finlandia zdobyła 37 dział, a dalsze 27 zakupiła od Niemiec w 1944, i używała je pod oznaczeniem 152 H/37.

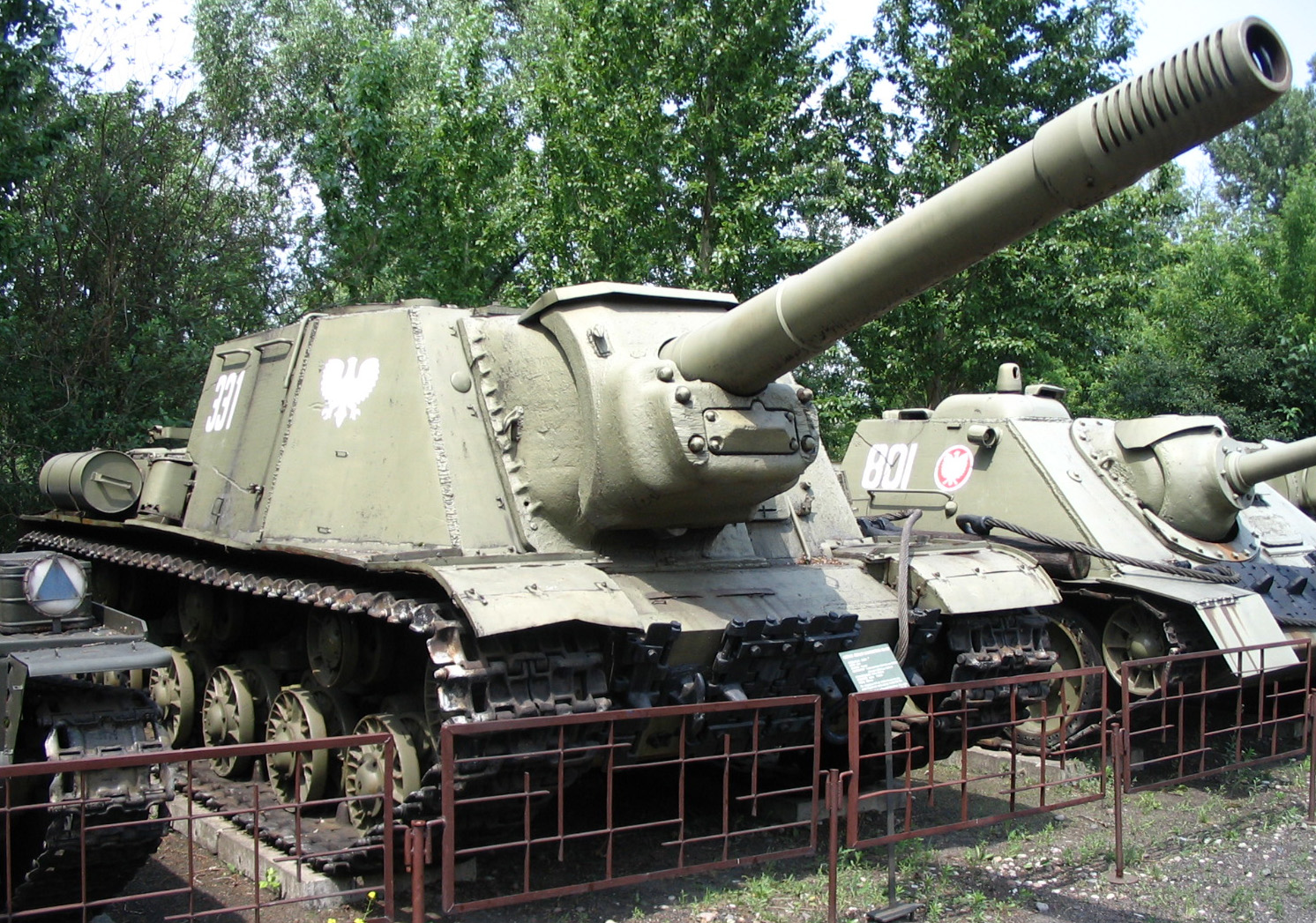
Działo pancerne ISU-152 z 13 pułku artylerii pancernej uzbrojone w 152 mm haubicoarmatę wz. 1937

| Produkcja dział MŁ-20 |      |      |      |      |      |      |      |      |      |      |       |
| Rok                   | 1937 | 1938 | 1939 | 1940 | 1941 | 1942 | 1943 | 1944 | 1945 | 1946 | Razem |
| Wyprodukowano, szt.   | 148  | 500  | 567  | 901  | 1342 | 1809 | 1002 | 275  | 325  | 15   | 6884  |